# Birger Eek

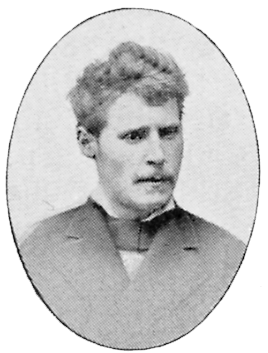
Birger Eek

Birger Eek, född Birger Ericson 31 december 1849 i Stockholm, död 1899 i USA, var en svensk konstnär (målare). Han var bror till operasångaren Selma Ek.
Eek studerade vid Konstakademien 1867–1871 och därefter vistades han i Paris för vidare studier. Kort efter återkomsten till Sverige emigrerade han till Philadelphia USA. Han deltog med en landskapsmålning från södra Barbizon på Konstföreningen för södra Sveriges utställning 1878. Han är representerad vid Göteborgs konstmuseum[källa behövs] .